# Ciolănești (gmina)
Ciolănești – gmina w Rumunii, w okręgu Teleorman. Obejmuje miejscowości Baldovinești, Ciolăneștii din Deal i Ciolăneștii din Vale. W 2011 roku liczyła 3143 mieszkańców. 